# Queen's Club Championships 2022 - Qualificazioni singolare
Le qualificazioni del singolare maschile ai Queen's Club Championships 2022 sono state un torneo di tennis preliminare per accedere alla fase finale della manifestazione. I vincitori dell'ultimo turno sono entrati di diritto nel tabellone principale. In caso di ritiro di uno o più giocatori aventi diritto a questi sono subentrati i lucky loser, ossia i giocatori che hanno perso nell'ultimo turno ma che avevano una classifica più alta rispetto agli altri partecipanti che avevano comunque perso nel turno finale.

## Teste di serie
1. Emil Ruusuvuori (qualificato)
2. Brandon Nakashima (ritirato)
3. James Duckworth (primo turno)
4. Denis Kudla (ultimo turno, lucky loser)

1. Kamil Majchrzak (primo turno)
2. Alejandro Tabilo (primo turno)
3. Thanasi Kokkinakis (ritirato)
4. Steve Johnson (ultimo turno)

## Qualificati
1. Emil Ruusuvuori
2. Sam Querrey

1. Paul Jubb
2. Quentin Halys

### Lucky loser
1. Denis Kudla

## Tabellone

### Legenda
| - Q = Qualificato - WC = Wild card - LL = Lucky loser | - ALT = Alternate - SE = Special Exempt - PR = Protected Ranking | - w/o = Walkover - r = Ritirato - d = Squalificato |

### Sezione 1
|  | Primo turno | Primo turno     | Primo turno     | Primo turno | Primo turno |  |  | Ultimo turno | Ultimo turno    | Ultimo turno | Ultimo turno | Ultimo turno |  |
|  |             |                 |                 |             |             |  |  |              |                 |              |              |              |  |
|  | 1           | Emil Ruusuvuori | Emil Ruusuvuori | 6           | 6           |  |  |              |                 |              |              |              |  |
|  | WC          | Jay Clarke      | Jay Clarke      | 4           | 2           |  |  | 1            | Emil Ruusuvuori | 6            | 63           | 7            |  |
|  |             | Feliciano López | Feliciano López | 7           | 6           |  |  |              | Feliciano López | 3            | 7            | 68           |  |
|  | Alt         | Bradley Klahn   | Bradley Klahn   | 5           | 4           |  |  |              |                 |              |              |              |  |

### Sezione 2
|  | Primo turno | Primo turno     | Primo turno     | Primo turno | Primo turno |  |  | Ultimo turno | Ultimo turno    | Ultimo turno    | Ultimo turno | Ultimo turno |  |
|  |             |                 |                 |             |             |  |  |              |                 |                 |              |              |  |
|  | Alt         | Thomas Fabbiano | 7               | 2           | 7           |  |  |              |                 |                 |              |              |  |
|  | WC          | Alastair Gray   | 6(1)            | 6           | 65          |  |  | Alt          | Thomas Fabbiano | Thomas Fabbiano | 2            | 2            |  |
|  |             | Sam Querrey     | Sam Querrey     | 7           | 6           |  |  |              | Sam Querrey     | Sam Querrey     | 6            | 6            |  |
|  | 5           | Kamil Majchrzak | Kamil Majchrzak | 63          | 2           |  |  |              |                 |                 |              |              |  |

### Sezione 3
|  | Primo turno | Primo turno     | Primo turno   | Primo turno | Primo turno |  |  | Ultimo turno | Ultimo turno  | Ultimo turno  | Ultimo turno | Ultimo turno |  |
|  |             |                 |               |             |             |  |  |              |               |               |              |              |  |
|  | 3           | James Duckworth | 6(0)          | 6           | 1           |  |  |              |               |               |              |              |  |
|  | WC          | Paul Jubb       | 7             | 4           | 6           |  |  | WC           | Paul Jubb     | Paul Jubb     | 7            | 7            |  |
|  |             | Stefan Kozlov   | Stefan Kozlov | 0           | 0           |  |  | 8            | Steve Johnson | Steve Johnson | 64           | 5            |  |
|  | 8           | Steve Johnson   | Steve Johnson | 6           | 6           |  |  |              |               |               |              |              |  |

### Sezione 4
|  | Primo turno | Primo turno      | Primo turno      | Primo turno | Primo turno |  |  | Ultimo turno | Ultimo turno  | Ultimo turno  | Ultimo turno | Ultimo turno |  |
|  |             |                  |                  |             |             |  |  |              |               |               |              |              |  |
|  | 4           | Denis Kudla      | 6                | 1           | 6           |  |  |              |               |               |              |              |  |
|  |             | Tarō Daniel      | 4                | 6           | 0           |  |  | 4            | Denis Kudla   | Denis Kudla   | 62           | 4            |  |
|  |             | Quentin Halys    | Quentin Halys    | 6           | 6           |  |  |              | Quentin Halys | Quentin Halys | 7            | 6            |  |
|  | 6           | Alejandro Tabilo | Alejandro Tabilo | 2           | 3           |  |  |              |               |               |              |              |  |